# ريفينه
رِيْفِينَه (الاسم العلمي: Rivina)، جنس جنبات وجنيبات برية تزيينية من رتبة القرنفليات وفصيلة البيتفيريات. سمي الجنس على عالم النبات الألماني أوغسطس كيرينوس ريفينوس تكريمًا له (1652-1723).